# Лорделу (Гімарайнш)
Лорделу (порт. Lordelo; МФА: [ɫuɾ.ˈde.ɫu]) — парафія в Португалії, у муніципалітеті Гімарайнш. Розташована в північно-західній частині країни, на теренах історичної португальської провінції Дору-Міню. Входить до складу округу Брага. За адміністративним поділом, чинним до 1976 року, терени парафії були складовою провінції Міню. Належить до Бразької архідіоцезії Католицької церкви. Патрон — святий Яків. Площа — 4,9725 км². Населення — 4287 ос. (2011). Сильно урбанізований регіон. Густота населення — 862,14 осіб/км²
. Код — 030828.

## Населення
| Кількість мешканців | Кількість мешканців | Кількість мешканців | Кількість мешканців | Кількість мешканців | Кількість мешканців | Кількість мешканців | Кількість мешканців | Кількість мешканців | Кількість мешканців | Кількість мешканців | Кількість мешканців | Кількість мешканців | Кількість мешканців | Кількість мешканців |
| ------------------- | ------------------- | ------------------- | ------------------- | ------------------- | ------------------- | ------------------- | ------------------- | ------------------- | ------------------- | ------------------- | ------------------- | ------------------- | ------------------- | ------------------- |
| 1864                | 1878                | 1890                | 1900                | 1911                | 1920                | 1930                | 1940                | 1950                | 1960                | 1970                | 1981                | 1991                | 2001                | 2011                |
| 901                 | 1 000               | 1 184               | 1 326               | 1 669               | 1 639               | 1 987               | 2 540               | 3 095               | 3 739               | 4 140               | 4 524               | 4 848               | 4 641               | 4 287               |